# Barloworld
Barloworld Limited es una empresa sudafricana dedicada a la gestión de marcas industriales. Anteriormente un conglomerado con intereses en múltiples negocios no relacionados (desde la minería, la tecnología de la información y los materiales de construcción hasta los vehículos de motor), se reconvirtió en una compañía de gestión de marcas industriales tras deshacerse de parte de sus activos.
La compañía fue fundada en Durban por Ernest Barlow en 1902. Su hijo Charles Sydney Barlow expandió el negocio mediante la asociación a Caterpillar y la adquisición de Rand Mines Limited (renombrada Barlow Rand).
La sede central actual de la compañía se encuentra en el Barlow Park de Sandton (Johannesburgo). Su CEO es Clive Thomson.